# Mount Chinghee National Park
Mount Chinghee National Park är en nationalpark i Australien. Den ligger i delstaten Queensland, omkring 93 kilometer söder om delstatshuvudstaden Brisbane. Arean är 12,6 kvadratkilometer.
Runt Mount Chinghee National Park är det mycket glesbefolkat, med 3 invånare per kvadratkilometer.. Närmaste större samhälle är Rathdowney, omkring 12 kilometer nordväst om Mount Chinghee National Park.
I omgivningarna runt Mount Chinghee National Park växer i huvudsak städsegrön lövskog. Genomsnittlig årsnederbörd är 1 402 millimeter. Den regnigaste månaden är januari, med i genomsnitt 269 mm nederbörd, och den torraste är september, med 37 mm nederbörd.